# Ministère de la Santé (Ouzbékistan)
Pour les articles homonymes, voir Ministère de la Santé.
Le ministère de la Santé est un ministère ouzbek qui supervise les politiques de santé publique. Il est dirigé par Alisher Shodmonov depuis le 21 février 2017.

## Liste des ministres
| Nom                 | de               | à                |
| ------------------- | ---------------- | ---------------- |
| Shavkat Karimov     | 31 août 1991     | 23 novembre 1998 |
| Feruz Nazirov       | 23 novembre 1998 | 23 avril 2009    |
| Adham Ikromov       | 23 avril 2009    | 7 août 2012      |
| Anvar Alimov        | 7 août 2012      | 14 décembre 2016 |
| Adham Ikromov       | 14 décembre 2016 | 21 février 2017  |
| Alisher Shodmonov   | 21 février 2017  | 3 novembre 2020  |
| Abduhakim Xojiboyev | 3 novembre 2020  |                  |